# Cattedrali in Bielorussia
Questa è una lista delle cattedrali della Bielorussia. 

## Cattedrali cattoliche
| Cattedrale                                                    | Arcidiocesi o Diocesi | Località | Dedicazione                     | Immagine |
| ------------------------------------------------------------- | --------------------- | -------- | ------------------------------- | -------- |
| Cattedrale della Santa Vergine Maria                          | Minsk-Mahilëŭ         | Minsk    | Vergine Maria                   |          |
| Cattedrale dell'Assunzione di Maria Vergine e Santo Stanislao | Minsk-Mahilëŭ         | Mahilëŭ  | Vergine Maria e Santo Stanislao |          |
| Cattedrale di San Francesco Saverio                           | Hrodna                | Hrodna   | San Francesco Saverio           |          |
| Cattedrale dell'Assunzione della Beata Vergine Maria          | Pinsk                 | Pinsk    | Assunzione                      |          |
| Cattedrale di Gesù Misericordioso                             | Vicebsk               | Vicebsk  | Gesù                            |          |

## Cattedrali ortodosse (Chiesa ortodossa russa)
| Cattedrale                                            | Arcidiocesi o Diocesi | Località   | Dedicazione                                                  | Immagine |
| ----------------------------------------------------- | --------------------- | ---------- | ------------------------------------------------------------ | -------- |
| Cattedrale del Santo Spirito                          | Minsk                 | Minsk      | Spirito Santo                                                |          |
| Cattedrale dei Santi Pietro e Paolo                   | Minsk                 | Minsk      | San Pietro e San Paolo                                       |          |
| Cattedrale di San Michele                             | Sluck                 | Sluck      | San Michele                                                  |          |
| Cattedrale della Resurrezione                         | Barysaŭ               | Barysaŭ    | Resurrezione                                                 |          |
| Cattedrale di San Nicola                              | Pinsk                 | Babrujsk   | San Nicola                                                   |          |
| Cattedrale di San Simeone                             | Brest                 | Brėst      | San Simeone                                                  |          |
| Cattedrale della Resurrezione                         | Brest                 | Brėst      | Resurrezione di Gesù                                         |          |
| Cattedrale di Aleksandr Nevskij                       | Brest                 | Kobryn     | Aleksandr Nevskij                                            |          |
| Cattedrale di San Basilio                             | Vicebsk               | Vicebsk    | San Basilio                                                  |          |
| Cattedrale di San Michele                             | Vicebsk               | Orša       | San Michele                                                  |          |
| Cattedrale dei Santi Pietro e Paolo                   | Homel'                | Homel'     | San Pietro e San Paolo                                       |          |
| Cattedrale della Trinità                              | Homel'                | Žlobin     | Trinità                                                      |          |
| Cattedrale di Nostra Signora della Salute             | Hrodna                | Hrodna     | Vergine Maria                                                |          |
| Cattedrale di San Nicola                              | Hrodna                | Vaŭkavysk  | San Nicola                                                   |          |
| Cattedrale dei Tre Santi                              | Mahilëŭ               | Mahilëŭ    | Giovanni Crisostomo, San Basilio Magno e Gregorio Nazianzeno |          |
| Cattedrale Aleksandr Nevskij                          | Mahilëŭ               | Mscislaŭ   | Aleksandr Nevskij                                            |          |
| Cattedrale di San Nicola                              | Navahrudak            | Navahrudak | San Nicola                                                   |          |
| Cattedrale di San Michele Arcangelo                   | Lida                  | Lida       | San Michele                                                  |          |
| Cattedrale di San Teodoro                             | Pinsk                 | Pinsk      | Teodoro di Amasea                                            |          |
| Cattedrale della Santa Croce                          | Pinsk                 | Luninets   | Santa Croce                                                  |          |
| Cattedrale di San Basilio                             | Pinsk                 | Baranavičy | San Basilio                                                  |          |
| Cattedrale dell'Epifania                              | Polack                | Polack     | Epifania                                                     |          |
| Cattedrale di Santa Sofia                             | Polack                | Polack     | Sapienza                                                     |          |
| Cattedrale della Natività della Beata Vergine Maria   | Polack                | Hlybokae   | Vergine Maria                                                |          |
| Cattedrale di San Michele Arcangelo                   | Turaŭ                 | Mazyr      | San Michele Arcangelo                                        |          |
| Cattedrale dei Santi Cirillo e Lorenzo                | Turaŭ                 | Turaŭ      | San Cirillo e San Lorenzo                                    |          |
| Cattedrale della Dormizione della Beata Vergine Maria | Maladzečna            | Maladzečna | Assunzione di Maria                                          |          |
| Cattedrale di San Nicola                              | Babrujsk              | Babrujsk   | San Nicola                                                   |          |